# Giorgi Avalisjvili
Giorgi Ivanovitsj Avalisjvili (Georgisch: გიორგი ივანეს ძე ავალიშვილი; Russisch: Георгий Иванович Авалишвили) (Digomi, Gouvernement Tiflis, 16 oktober 1913 - Tbilisi, 12 juli 1986) is een voormalig basketbalspeler, basketbalcoach en basketbalscheidsrechter. Kreeg de onderscheiding Meester in de sport van de Sovjet-Unie in 1955 en het Ereteken van de Sovjet-Unie.

## Carrière
Avalisjvili begon zijn loopbaan in 1926 bij Naoeka Tbilisi. In 1932 verhuisde hij naar Medsantroed Tbilisi. In 1935 werd hij derde om het landskampioenschap van de Sovjet-Unie met Team Tbilisi. In 1935 ging hij spelen voor Spartak Tbilisi. In 1937 stapte hij over naar Stroitel Tbilisi. Na de Tweede Wereldoorlog ging Avalisjvili spelen bij Dinamo Tbilisi. Met Dinamo werd hij tweede in 1947 om het landskampioenschap van de Sovjet-Unie. Hij werd één keer derde om het landskampioenschap in 1948. Als assistent-coach van Dinamo won hij in 1962 de FIBA European Champions Cup door in de finale te winnen van Real Madrid uit Spanje met 90-83.
Avalisjvili coachte het team van de Staatsuniversiteit van Tbilisi (1933-1941). Meer dan 20 jaar (1945-1968) werkte hij bij Dinamo Tbilisi. Het team werd in de loop der jaren driemaal kampioen van de USSR (1950, 1953 en 1954), zilver (1960) en brons (1952) en won tweemaal de USSR Cup (1949 en 1950). In 1959 won hij als hoofdcoach van de Georgische SSR de zilveren medaille op de Spartakiade van de Volkeren van de USSR. Avalisjvili kreeg de eretitel van Geëerde Coach van de Sovjet-Unie in 1956.

## Erelijst
- Landskampioen Sovjet-Unie:
  - Tweede: 1947
  - Derde: 1935, 1948
- Bekerwinnaar Sovjet-Unie: 2
  - Winnaar: 1949, 1950
  - Runner-up: 1953
- FIBA European Champions Cup: 1
  - Winnaar: 1962
  - Runner-up: 1960
- Spartakiade van de Volkeren van de USSR:
  - Tweede: 1959